# Jean-Claude Bouchard
Jean-Claude Bouchard OMI (ur. 25 września 1940 w Saint-Eloi) – kanadyjski duchowny rzymskokatolicki działający w Czadzie, w latach 1977–2020 biskup Pala.

## Życiorys
Święcenia kapłańskie przyjął 30 sierpnia 1969 roku.

## Episkopat
26 lutego 1977 papież Paweł VI mianował go biskupem Pala. Sakry biskupiej udzielił mu 1 maja 1977 roku arcybiskup Joachim N’Dayen. 25 września 2020 roku papież Franciszek przyjął jego rezygnację z pełnionych funkcji.